# Episodi di Tutti mentono (prima stagione)
La prima stagione della serie televisiva Tutti mentono (Todos mienten), composta da 6 episodi, è stata interamente pubblicata in prima visione in Spagna sulla piattaforma di streaming Movistar Plus+ il 28 gennaio 2022.
In Italia la stagione è andata in onda in prima serata su Rai 2 dal 16 al 30 giugno 2023.
| nº | Titolo     | Pubblicazione Spagna | Prima TV Italia |
| -- | ---------- | -------------------- | --------------- |
| 1  | Episodio 1 | 28 gennaio 2022      | 16 giugno 2023  |
| 2  | Episodio 2 | 28 gennaio 2022      | 16 giugno 2023  |
| 3  | Episodio 3 | 28 gennaio 2022      | 23 giugno 2023  |
| 4  | Episodio 4 | 28 gennaio 2022      | 23 giugno 2023  |
| 5  | Episodio 5 | 28 gennaio 2022      | 30 giugno 2023  |
| 6  | Episodio 6 | 28 gennaio 2022      | 30 giugno 2023  |

## Episodio 1
- Diretto da: Pau Freixas
- Scritto da: Pau Freixas, Ivan Mercadé e Èric Navarro

### Trama
- Ascolti Italia: telespettatori 788 000 – share 4,90%[6].

## Episodio 2
- Diretto da: Pau Freixas
- Scritto da: Pau Freixas, Clara Esparrach, Ivan Mercadé e Èric Navarro

### Trama
- Ascolti Italia: telespettatori 788 000 – share 4,90%[6].

## Episodio 3
- Diretto da: Pau Freixas
- Scritto da: Pau Freixas, Clara Esparrach e Ivan Mercadé

### Trama
- Ascolti Italia: telespettatori 381 000 – share 2,60%[7].

## Episodio 4
- Diretto da: Pau Freixas
- Scritto da: Pau Freixas, Clara Esparrach e Ivan Mercadé

### Trama
- Ascolti Italia: telespettatori 381 000 – share 2,60%[7].

## Episodio 5
- Diretto da: Pau Freixas
- Scritto da: Pau Freixas, Clara Esparrach e Ivan Mercadé

### Trama
- Ascolti Italia: telespettatori 382 000 – share 2,70%[8].

## Episodio 6
- Diretto da: Pau Freixas
- Scritto da: Pau Freixas e Clara Esparrach

### Trama
- Ascolti Italia: telespettatori 382 000 – share 2,70%[8].